# 大神諸男
大神諸男（おおが の もろお）は、奈良時代の日本の人物。大神比義の子孫で宇佐八幡宮の祝。

## 歴史

### 隼人征伐
養老4年（720年）、隼人征伐の際に、大神比義の子孫で宇佐八幡宮の祝の大神諸男が八幡神が乗った御神輿に付き添い、禰宜の大神杜女が御杖代、同じく禰宜の辛島波豆米が御杖人となり、大隈・日向へ行幸している。
これが国内初の御神輿である。この時、諸男が「我、昔この薦を御枕として、百王守護の誓いを発した。百王守護とは、凶賊を降伏せしむるという事である」と神託を大貞の池（現在の薦神社）でうけた。この池のマコモで大神諸男が造った御薦枕が、先の国内初の御神輿に載せた御神体である。